# Joe Menosky
Joe Menosky este un scenarist de televiziune cel mai cunoscut pentru lucrările sale la diverse seriale din franciza Star Trek.

## Biografie
Menosky s-a alăturat echipei Star Trek: The Next Generation în timpul producerii sezonului al patrulea (1990–1991) și a scris, de asemenea, câteva episoade pentru Star Trek: Deep Space Nine și Star Trek: Voyager. Ca scenarist pentru Voyager, a scris de obicei împreună cu Brannon Braga. În iunie 2016,  Menosky s-a alăturat echipei de producție a serialului Star Trek: Discovery.
Ulterior a fost co-producător al serialui The Orville, pentru care a scris și episdoul sezonului al doilea, "Sanctuary".

## Episoade scrise

### The Next Generation
- "Legacy"
- "First Contact" cu Marc Scott Zicree, Dennis Russell Bailey, David Bischoff, Ronald D. Moore și Michael Piller
- "The Nth Degree"
- "In Theory" cu Ronald D. Moore
- "Clues" cu Bruce D. Arthurs
- "Darmok" cu Philip Lazebnik
- "Hero Worship" cu Hilary J. Bader
- "Time's Arrow" (2 părți), cu  Michael Piller
- "The Chase" cu Ronald D. Moore
- "Suspicions" cu Naren Shankar
- "Masks"
- "Emergence" cu Brannon Braga

### Deep Space Nine
- "Dramatis Personae"
- "Rivals" cu Jim Trombetta și Michael Piller
- "Distant Voices" cu Ira Steven Behr și Robert Hewitt Wolfe

### Voyager
- "Cathexis" cu Brannon Braga
- "The Thaw" cu Richard Gadas
- "Remember" cu Brannon Braga
- "Future's End" (2 părți), cu Brannon Braga
- "Alter Ego"
- "Distant Origin" cu Brannon Braga
- "Scorpion" (2 părți), cu Brannon Braga
- "The Gift"
- "Year of Hell" Parts 1-2 cu Brannon Braga
- "The Killing Game" (2 părți), cu Brannon Braga
- "Living Witness" cu Bryan Fuller & Brannon Braga
- "Hope and Fear" cu Rick Berman & Brannon Braga
- "Timeless" cu Rick Berman & Brannon Braga
- "Equinox" (2 părți), cu Brannon Braga și Rick Berman
- "Tinker, Tenor, Doctor, Spy" cu Bill Vallely
- "The Voyager Conspiracy"
- "Blink of an Eye" cu Michael Taylor
- "Muse"

### Discovery
- "Lethe" cu Ted Sullivan

### The Orville
- "Sanctuary"

## Legături externe
- Joe Menosky la Internet Movie Database